# NGC 10
NGC 10 este o galaxie spirală din constelația Sculptorul. Se află la o depărtare de Pământ de 300 ± 49 milioane de ani-lumină (91,7 ± 15,1 Mparseci).
A fost descoperită de John Herschel la 25 septembrie 1834.

## Galerie

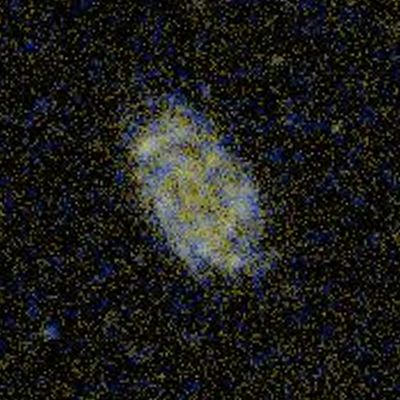
NGC 10 în ultraviolet, de GALEX
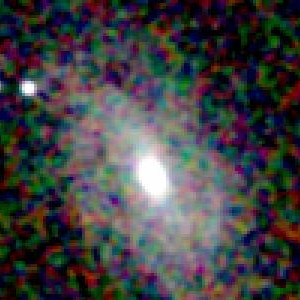
NGC 10 în infraroșu, de 2MASS